# Solidarité ministérielle en France
Pour un article plus général, voir Solidarité ministérielle.
 (octobre 2020).
- Si vous ne connaissez pas le sujet, laissez ce bandeau (vous pouvez alors contacter les auteurs).
- Si vous supprimez le contenu mis en cause (vous pouvez préalablement contacter les auteurs),

argumentez précisément cette suppression dans la page de discussion
(un manque de référence n'est pas un argument ; une recherche réelle de référence doit avoir été effectuée, être formellement documentée).
En droit parlementaire français, la solidarité ministérielle  (ou solidarité gouvernementale) est une contrainte politique qui incite les membres d'un gouvernement à ne pas faire des déclarations individuelles contraires à la direction prise collectivement, faute de quoi des sanctions peuvent être prises.
Elle est assurée par plusieurs éléments distincts. Le plus symbolique est le principe de responsabilité solidaire, selon lequel les ministres sont collectivement responsables. Ce principe a pour corollaire que le gouvernement peut être renversé par le Parlement au moyen d'une motion de censure ou du refus d'une question de confiance.[réf. nécessaire]
Pour éviter un renversement collectif, le Premier ministre est tenu de s'informer de ce que font tous ses ministres ; en cas de désaccord avec l'un d'eux, il l'obligera à changer son projet de loi ou son décret litigieux ou à quitter le gouvernement.[réf. nécessaire]
Toujours pour éviter que le gouvernement ne tombe collectivement, chaque ministre est incité à s'intéresser à ce que font tous les autres ministres. Le conseil des ministres est le lieu privilégié de cette information. Une fois informé de tout ce qui se fait, chacun peut décider de rester dans le gouvernement. En cas de désaccord avec un point de la politique gouvernementale, soit il tait ce désaccord et accepte implicitement ce qui est fait, soit il s'en va, ce que Jean-Pierre Chevènement résumait par : « un ministre ça ferme sa gueule, si ça veut l'ouvrir, ça démissionne ».[réf. nécessaire]

## Un principe régulièrement attaqué
La solidarité gouvernementale est régulièrement attaquée parce que chaque ministre a plus intérêt à faire sa propre promotion que celle de l'équipe gouvernementale. Dans le gouvernement Fillon, Fadela Amara ou Rama Yade ont ainsi eu des réactions qui ont été de véritables atteintes à la solidarité gouvernementale :
- Le 9 octobre 2007, Fadela Amara provoque une polémique parmi les parlementaires de l'UMP en se déclarant contre l'utilisation de tests ADN pour identifier les enfants d'immigrés dans le cadre d'un regroupement familial en France en employant le terme « dégueulasse » pour ce qu'elle juge être une « instrumentalisation de l'immigration »[1].

- Le 10 décembre 2007, Rama Yade s'en prend avec virulence à la visite officielle du colonel Kadhafi en France, déclarant qu'il doit « comprendre que notre pays n'est pas un paillasson sur lequel un dirigeant, terroriste ou non, peut venir s'essuyer les pieds du sang de ses forfaits. La France ne doit pas recevoir ce baiser de la mort »[2].

Pourtant, malgré ces positions claires contre la politique gouvernementale ni Fadela Amara ni Rama Yade n'ont eu à retirer leurs déclarations ou à partir du gouvernement. C'est la preuve que la solidarité gouvernementale s'applique avec une souplesse certaine.
Fin août et début septembre 2010, plusieurs ministres ont pris leurs distances avec la politique gouvernementale à propos des expulsions de Roms vers la Roumanie.
- Ainsi Bernard Kouchner aurait « «profondément» songé à présenter sa démission », mais il est resté en déclarant « s’en aller, c’est déserter »[3].

- Hervé Morin a, lui, « dénoncé les discours de « la haine, de la peur et du bouc-émissaire »[4] mais il s’est également maintenu dans le gouvernement.

- Fadela Amara s'est déclarée « «contre» l'élargissement des conditions de déchéance de la nationalité aux cas d'excision, de traite d'êtres humains ou d'«actes de délinquance grave». Critique de « la surenchère d'Hortefeux », la secrétaire d'État a rappelé que « la surenchère n'est pas une ligne de conduite. Pour construire le vivre ensemble, il faut prendre du recul et apaiser (...) non mettre de l'huile sur le feu. »[5].

Ces différents exemples prouvent que la solidarité gouvernementale est bien plus un comportement politique (souple par définition) qu'une règle juridique stricte.[réf. nécessaire]

## Un principe effectif malgré les apparences
Tous ces comportements disgressifs ont été résumés par l'hebdomadaire Marianne par la formule « en 2010, un ministre, ça entrouvre seulement sa gueule et ça la referme ».
Cette augmentation brutale des comportements attentatoires à la solidarité gouvernementale s’explique non seulement par le sujet qui est polémique et crée des tensions au sein de la majorité mais aussi par l’approche d’un  remaniement gouvernemental qui exacerbe les tensions au sein du gouvernement et pousse chacun à se démarquer individuellement comme le fait une élection.
Mais malgré ces attaques régulières, le principe de la solidarité gouvernementale est maintenu. Dans les faits, il est bien plus présent et effectif qu’il ne l’était avant la Ve République.